# ليتس ريسايكل دوت كوم
ليتس ريسايكل دوت كوم letsrecycle.com هو موقع ويب مقره المملكة المتحدة، يُستخدم للإبلاغ عن الأخبار والمعلومات المتعلقة بإدارة النفايات وصناعات إعادة التدوير. ينتج الموقع أخبارًا ومعلومات يومية وهو أحد المزودين الرئيسين للأخبار في صناعة النفايات في المملكة المتحدة. يتضمن مجموعة من معلومات التسعير للمواد القابلة لإعادة التدوير بما في ذلك نفايات الورق والخردة المعدنية والبلاستيك والزجاج والمواد العضوية والخشب. وهو الموقع الإلكتروني المستقل الوحيد في المملكة المتحدة المخصص للشركات والسلطات المحلية والمجموعات المجتمعية المشاركة في إعادة التدوير وإدارة النفايات. يرحب الموقع أيضًا بالتعليقات على القصص الفردية.
تشارك الشركة في عدد من الديناميكيات الأخرى في صناعة النفايات، بما في ذلك مؤتمر LARAC السنوي للسلطات المحلية وجوائز التميز في إعادة التدوير وإدارة النفايات. يتم الاستشهاد به على نطاق واسع كمكان مرجعي من قبل المنظمات الصناعية والحكومة والسلطات المحلية الحدث الرئيسي الذي يقام كل عامين في ساحة عرض ستونيلي بالقرب من كوفنتري، هو معرض ومؤتمر ليتس ريسايكل لايف الذي سيعقد في عام 2021.
يتكون فريق التحرير من ستيف إمينتون وجوشوا دوهرتي وجيمس لانجلي وروبين وايت. ومن بين الصحفيين السابقين: ويل ديت، وتوم غولدينغ، وبيث سلو. في عام 2010، أضاف موقع ليتس ريسايكل دوت كوم حساب يوتيوب وحساب تويتر تم نشر موقع الويب بواسطة مجموعة وسائط البيئة المحدودة.

## روابط خارجية
- Letsrecycle